# Крус, Хуан Альберто
Хуан Альберто Крус Мурильо (исп. Juan Alberto Cruz Murillo; род. 27 февраля 1959, Тегусигальпа) — гондурасский футболист, полузащитник.

## Карьера

### Клубная карьера
В годы своей игровой карьеры выступал за клубы «Универсидад» и «Олимпия» (Тегусигальпа), участвуя в матчах национального чемпионата. В 1987 году принимал участие в матчах Кубка чемпионов КОНКАКАФ.

### Карьера в сборной
В составе сборной выступал в двух матчах отборочного этапа чемпионата мира 1982 года, а также сыграл в матче финальной части турнира против сборной Югославии, но команде не удалось преодолеть групповой этап.